# Coracornis sanghirensis
Coracornis sanghirensis là một loài chim trong họ Pachycephalidae.